# Paul Veil
Paul Gotthilf Veil (* 26. November 1899 in Mercara, Ostindien; † 9. April 1945 in Ahlbeck (Heringsdorf)) war ein deutscher evangelischer Pfarrer. 
Aufgewachsen als Sohn des Missionskaufmann der Basler Mission Johannes Benjamin Veil (1853–1929) in Indien und Basel, studierte Veil ab 1918 Evangelische Theologie in Tübingen. 1928 übernahm er eine Pfarrstelle in Roßwälden (heute zu Ebersbach an der Fils). Hier schloss er sich 1934 der Bekennenden Kirche an. Wegen seiner Gegnerschaft zum NS-Regime wurde er mehrfach von der Polizei verhört und mit Absetzung bedroht. Der Oberkirchenrat der Evangelischen Landeskirche in Württemberg schützte ihn aber immer wieder. Nachdem er mehrfach die Novemberpogrome 1938 kritisiert hatte, wurde er wegen Verstoßes gegen das Heimtückegesetz angeklagt, mit Ausbruch des Zweiten Weltkriegs aber begnadigt. Zur Wehrmacht einberufen, wurde er Anfang 1945 in Ostpreußen schwer verwundet. Er starb in einem Lazarett in Ahlbeck.